# Gäddtjärnen (Bjurholms socken, Ångermanland, 708606-164738)
Gäddtjärnen är en sjö i Bjurholms kommun i Ångermanland och ingår i Lögdeälvens huvudavrinningsområde. Gäddtjärnen ligger i Lögdeälven Natura 2000-område. Sjöns area är 0,023 kvadratkilometer och den är belägen 218 meter över havet.